# Танігава Ватару
Ватару Танігава (яп. 谷川航, Wataru Tanigawa, нар. 23 липня 1996, Тіба) — японський гімнаст. Призер чемпіонату світу, переможець Універсіади. Срібний призер Олімпійських ігор в Токіо в командному багатоборстві.

## Біографія
Має молодшого брата Какеру Танігава, який є призером чемпіонатів світу зі спортивної гімнастики.
Навчається на факультеті фізичної культури в "Університеті Джутнендо", Токіо.

## Спортивна кар'єра
В шість років почав відвідувати спортивну гімнастику заради розваги, коли ж тренери розгледіли талант, серйозно поставився до тренувань та спортивної кар'єри.

#### 2018
У жовтні перед чемпіонатом світу в Досі, Катар, травмував праве коліно, але відновився та разом з Кензо Сіраї, Юсуке Танакою, Казумою Кая та Кохеєм Утімурою посів третє місце в командній першості, що дозволило здобули командну олімпійську ліцензію на Літні Олімпійські ігри 2020 у Токіо, Японія.

#### 2019
На Універсіаді в командній першості разом з Казумою Кая та братом Какеру Танігавою здобув перемогу, друге золото додав у вправі на паралельних брусах.
На чемпіонаті світу 2019 року травмував голеностоп, тому змушений був в кваліфікації виконувати лише вправу на коні, кільцях та паралельних брусах. У командному фіналі, виконавши вправу на кільцях та опорний стрибок, разом з Дайкі Гашимото, Казумою Кая, Какеру Танігавою та Юя Камото здобув бронзову нагороду. В фінали окремих видів не кваліфікувався.

## Результати на турнірах
| Рік             | Змагання         | КБ | ІБ | Вільні вправи | Кінь | Кільця | Опорний стрибок | Паралельні бруси | Перекладина |
| --------------- | ---------------- | -- | -- | ------------- | ---- | ------ | --------------- | ---------------- | ----------- |
| 2017            | Чемпіонат світу  |    |    | 57            |      | 15     |                 | 11               |             |
| 2018            | Чемпіонат світу  | 3  |    | 26            | 116  | 23     | 11              | 13               |             |
| 2019            | Універсіада      | 1  |    |               |      | 4      | 4               | 1                | 8           |
| 2019            | Чемпіонат світу  | 3  |    |               | 38   | 28     |                 | 50               |             |
| 2021            | Олімпійські ігри | 2  | 13 | 14            | 25   | 17     |                 | 11               | 32          |
| 2022            |                  |    |    |               |      |        |                 |                  |             |
| Чемпіонат світу | 2                | 3  | 15 | 17            | 12   | 7      | 13              | 30               |             |
| 2024            | Олімпійські ігри | 1  |    |               |      |        |                 |                  |             |